# Air Force Board

Drapeau du Air Force Board.

L’Air Force Board (traduisible en français par « Conseil de la force aérienne ») est un organe consultatif administratif de la Royal Air Force établi à partir du conseil de la Défense (Defence Council en anglais). Il se réunit deux fois par an. Le conseil est présidé par le secrétaire d'État à la Défense (Secretary of State for Defence).

## Membres
Les membres actuels de l'Air Force Board sont :

### Civils
- Secrétaire d'État à la Défense (Secretary of State for Defence) (président)
- Ministre d'État pour les forces armées (Minister of State for the Armed Forces)
- Sous-secrétaire d'État parlementaire de l'approvisionnement de la Défense (Parliamentary Under-Secretary of State for Defence Procurement)
- Sous-secrétaire d'État parlementaire à la Défense et aux anciens combattants (Parliamentary Under-Secretary of State for Defence and Veterans Affairs )
- Second sous-secrétaire d'État permanent à la Défense et secrétaire de l'Air Force Board (Second Permanent Under-Secretary of State for Defence and Secretary of the Air Force Board)

### British Army
- Chef d'État-major aérien (Chief of the Air Staff)
- Adjoint au chef d'État-major aérien (Assistant Chief of the Air Staff)
- Air Member for Personnel
- Membre aérien pour la logistique (Air Member for Logistics)
- Directeur des aéronefs (Controller of the Aircraft)
- Commander-in-Chief, Air Command (Commander-in-Chief, Air Command)